# 稻叶事件
稻叶事件是指2002年7月日本北海道警察所属生活安全特別捜査队班长稻叶圭昭警部（当時）涉嫌违反覺醒劑取締法与枪炮刀剑类所持等取缔法被逮捕并判决的事件。

## 事件经过
2002年7月5日、札幌市内饮食店的经营者W（40岁）因携带兴奋剂主动向札幌北署投案。兴奋剂约有0.12克，事主涉嫌违反兴奋剂取缔法（持有）被捕。
W的指证中，生活安全特别搜查队班长稻叶圭昭警部不仅使用兴奋剂，并且持有大量兴奋剂。指证的对象并非为札幌北署的警察官，札幌地方裁判所检察官前往拘留讯问。
北海道警察局药物对策科在7月10日上午，对执勤中的稻叶进行了尿检，兴奋剂反应呈阳性，当日下午以涉嫌违反兴奋剂取缔法（使用）逮捕 。在北海道警察中，这是首次出现现任警官因药物使用被逮捕 。北海道警察局于7月12日给予稻叶停职处分 。法庭上指证稻叶自2000年秋起，因与上级矛盾压力过大，开始使用兴奋剂 。
随后北海道警察局药物对策科于7月18日搜查稻叶以本人名义在札幌市中心租赁的公寓时，发现俄罗斯产PSM手槍一支与塑料袋装兴奋剂0.44克。对策科于7月31日以涉嫌违反枪刀法（不法持有）与兴奋剂取缔法（持有）再次对稻叶实施逮捕 。同日，札幌市地方检察厅以涉嫌兴奋剂取缔法（使用）起诉稻叶 。
药物对策科于7月23日，在市中心稻叶自己的公寓进行室内搜查时，发现兴奋剂92.9克。断定为走私贩卖后，8月21日，稻叶因涉嫌违反兴奋剂取缔法（以营利为目的持有）再次被捕。最终裁判认定走私贩毒所获利润大约超过2000万日元。
札幌地检于9月11日，以涉嫌违反兴奋剂取缔法（持有）以及枪刀法（持有）对稻叶追加起诉 。
10月17日，包括稻叶在内的枪支对策课的四名搜查员，以涉嫌伪证等其他罪名被要求文件送检 。
这是1997年11月14日小樽市内俄罗斯船员涉嫌非法携实弹枪械被捕，判决有罪的事件后，逮捕现场虽然存在协助搜查的巴基斯坦人，但依照K警视的指示并未记录在搜查文件中，随后的公审中也并未提交的伪证嫌疑。公审中俄罗斯人的辩护方提出“被告是应邀用枪支交换二手车而携带，钓鱼执法本身违法”的主张被驳回，判处2年徒刑。稻叶事件事发时已经出狱并归国。
提交送检的有稻叶、元钏本生活安全课长K警视（于7月自杀）、北海道警察局外事科指导官N警视（51岁，时任北海道本部枪支对策课长辅佐）、钏路署生活安全科系长C警部补（43岁，时任北海道本部枪支对策课主任）。当时的枪支对策课长与副手（同为警视）并未参与。
12月27日，札幌地检起诉稻叶涉嫌伪造公文并使用、N涉嫌伪造文书并使用、C涉嫌伪造文书并使用，均缓期起诉。由于嫌疑人K死亡不予起诉。札幌地检认定这是合法的潜入搜查。

## 脚注
1. ↑  「道警警部の覚せい剤を供述＊男性被告が自殺＊札幌拘置支所」、北海道新聞 夕刊全道版、2002年8月29日、15頁。
2. ↑  「元道警警部不祥事＊深まる闇」、北海道新聞 朝刊全道版、2002年9月6日、37頁。
3. ↑  「覚せい剤警部逮捕＊道警＊現職で初、薬物も担当」、北海道新聞 朝刊全道版、2002年7月11日、35頁。
4. ↑  「覚せい剤使用警部＊「出勤前に打った」＊道警が懲戒免職」、北海道新聞 夕刊全道版、2002年7月12日、15頁。
5. ↑  「稲葉元警部事件の判決（要旨）」、北海道新聞 夕刊全道版、2003年4月21日、2頁。
6. ↑  「覚せい剤使用の元道警警部＊拳銃所持で再逮捕」、北海道新聞 朝刊全道版、2002年8月1日、35頁。
7. ↑  「覚せい剤　道警元警部＊密売容疑で再逮捕」、北海道新聞 朝刊全道版、2002年8月22日、32頁。
8. ↑  「稲葉被告を追起訴＊札幌地検」、北海道新聞 朝刊全道版、2002年9月12日、38頁。
9. ↑  「ロシア人船員 拳銃不法所持＊稲葉被告ら偽証で書類送検＊道警「おとり捜査だが適法」」、北海道新聞 朝刊全道版、2002年10月18日、37頁。
10. ↑  「拳銃所持偽証 稲葉被告ら3人起訴猶予 札幌地検、おとり捜査は合法的」、読売新聞 朝刊全国版、2002年12月28日、31頁。
11. ↑  「稲葉元警部＊偽証は起訴猶予＊札幌地検＊「協力者保護やむなし」＊銃刀法違反教唆＊嫌疑不十分で不起訴」、北海道新聞 朝刊全道版、2002年12月28日、27頁。